# Françoise Mbango Etone
Françoise Mbango Etone (Yaoundé, Kamerun, 14. travnja 1976.) je kamerunska atletičarka troskokašica. Svoju prvu olimpijsku zlatnu medalju u troskoku osvojila je na Olimpijadi u Ateni 2004. Medalju je uspjela obraniti na sljedećoj Olimpijadi održanoj 2008. u Pekingu. Tada je skočila 15,39 metara. Osim zlatne olimpijske medalje, srušila je i olimpijski rekord u troskoku od 15,33 m koji je postavljen 1996. na Olimpijadi u Atlanti.
Bilo je to drugo zlato u kamerunskoj olimpijskog povijesti.
Svoj talent u troskoku počela je pokazivati na Afričkom prvenstvu 1999. kada je bila druga. Također, ona je prva sportašica u Kamerunu koja je za svoju zemlju uspjela osvojiti medalju na Svjetskom prvenstvu, Igrama Commonwealtha i Olimpijadi.
Bila je stipendist na američkom sveučilištu na temelju programa Olimpijske solidarnosti od studenog 2002. godine. Tijekom akademske godine 2005./06. živjela je u New Yorku gdje je pohađala sveučilište St. John’s University u Queensu. Stipendija joj je omogućena kroz suradnju američke kompanije AES Sonel zajedno s američkim veleposlanikom u Kamerunu - Nielsom Marquardtom. Ona i njezina sestra Berthe odabrale su St. John’s University jer to sveučilište podržava kulturne programe u Kamerunu. 

## Olimpijske igre

### OI 2004.
| RANG | IME ATLETIČARA         | Naj. rezultat |
| ---- | ---------------------- | ------------- |
|      | Françoise Mbango Etone | 15,30         |
|      | Hrysopiyi Devetzi      | 15,25         |
|      | Tatjana Lebedeva       | 15,14         |
| 4.   | Trecia Smith           | 15,02         |
| 5.   | Yamilé Aldama          | 14,99         |
| 6.   | Baya Rahouli           | 14,86         |
| 7.   | Magdelin Martínez      | 14,85         |
| 8.   | Ana Piatik             | 14,79         |
| 9.   | Yusmay Bicet           | 14,57         |
| 10.  | Olena Hovorova         | 14,35         |

### OI 2008.
| RANG | IME ATLETIČARA         | 1     | 2     | 3     | 4     | 5     | 6     | Rezultat |
| ---- | ---------------------- | ----- | ----- | ----- | ----- | ----- | ----- | -------- |
|      | Françoise Mbango Etone | 15,19 | 15,39 | x     | 14,82 | x     | 14,88 | 15,39    |
|      | Tatjana Lebedeva       | 15,00 | 15,17 | 15,32 | 14,40 | x     | x     | 15,32    |
|      | Hrysopiyí Devetzí      | 14,96 | 15,23 | x     | x     | x     | x     | 15,23    |
| 4.   | Olga Ripakova          | x     | 14,83 | 14,93 | 15,03 | 15,11 | x     | 15,11    |
| 5.   | Yargelis Savigne       | x     | 14,87 | 14,77 | 15,05 | x     | 14,91 | 15,05    |
| 6.   | Marija Šestak          | 15,03 | 14,65 | x     | 14,46 | 14,47 | 14,75 | 15,03    |
| 7.   | Viktorija Gurova       | 14,38 | 14,04 | 14,77 | x     | 14,65 | x     | 14,77    |
| 8.   | Ana Piatik             | 14,67 | 14,73 | 14,57 | x     | 14,67 | 14,28 | 14,73    |

## Vanjske poveznice
- Profil atletičarke na stranicama IAAF-a  Arhivirana inačica izvorne stranice od 30. lipnja 2012. (Wayback Machine)